# Highlands (New Jersey)
Highlands – miasteczko w hrabstwie Monmouth w stanie New Jersey w Stanach Zjednoczonych, na krańcu drogi stanowej nr 36. Według spisu ludności z 2000 roku miasto liczyło 5 097 mieszkańców. 
Miasto jest domem scenarzysty, producenta i reżysera Kevina Smitha, a akcja jego filmu Dziewczyna z Jersey toczy się właśnie w tej miejscowości. 
Wschodnia część miasta zbudowana jest na wzgórzu, które wychodzi na mierzeję Sandy Hook i Ocean Atlantycki, nad brzegami którego znajdują się najatrakcyjniejsze plaże aglomeracji nowojorskiej. Na szczycie wzgórza znajduje się latarnia morska Navesink Twin Lights.